# Provincia de Prachinburi
Prachin Buri (en tailandés: ปราจีนบุรี) es una de las provincias de Tailandia (changwat). Colindante, en el sentido de las agújas del reloj, con las provincias de Nakhon Ratchasima, Sa Kaeo, Chachoengsao y Nakhon Nayok. Su capital es Prachin Buri.

## Geografía
La provincia está divididad en dos grandes partes: la zona baja del valle del río Prachin Buri, y las tierras altas con mesetas y montañas de Dong Phaya Yen. En ambas áreas hay dos parques nacionales: el Khao Yai y el Tap Lan.

## Símbolos
|  | El escudo provincial muestra una higuera de las pagodas, Ficus religiosa, que es también el árbol provincial. Simboliza el primer ejemplar plantado hace 2000 años en el templo de Wat Si Maha Phot. Los colores provinciales son el rojo, por el color de la tierra, y el amarillo por el budismo. La flor símbolo es la Millingtonia hortensis. |

## División administrativa
La provincia se subdivide en siete distritos (Amphoe), que a su vez lo hacen en 65 comunas (tambon) y 658 aldeas (muban).
| \| 1. \| Mueang Prachinburi \| \| 2. \| Kabin Buri \| \| 3. \| Na Di \| \| 6. \| Ban Sang \| \| 7. \| Prachantakham \| \| 8. \| Si Maha Phot \| \| 9. \| Si Mahosot \| | Mapa de los Amphoe |
| 1. | Mueang Prachinburi |
| 2. | Kabin Buri         |
| 3. | Na Di              |
| 6. | Ban Sang           |
| 7. | Prachantakham      |
| 8. | Si Maha Phot       |
| 9. | Si Mahosot         |

Los números 4 y 5 que no figuran corresponden a los distritos de Sa Kaeo y Wang Nam Yen, que se separaron para integrarse en la provincia de Sa Kaeo.